# Sainte-Hénédine
Sainte-Hénédine est une municipalité de paroisse située dans la MRC de La Nouvelle-Beauce, dans la région administrative de Chaudière-Appalaches, au Québec, au Canada.

## Toponymie

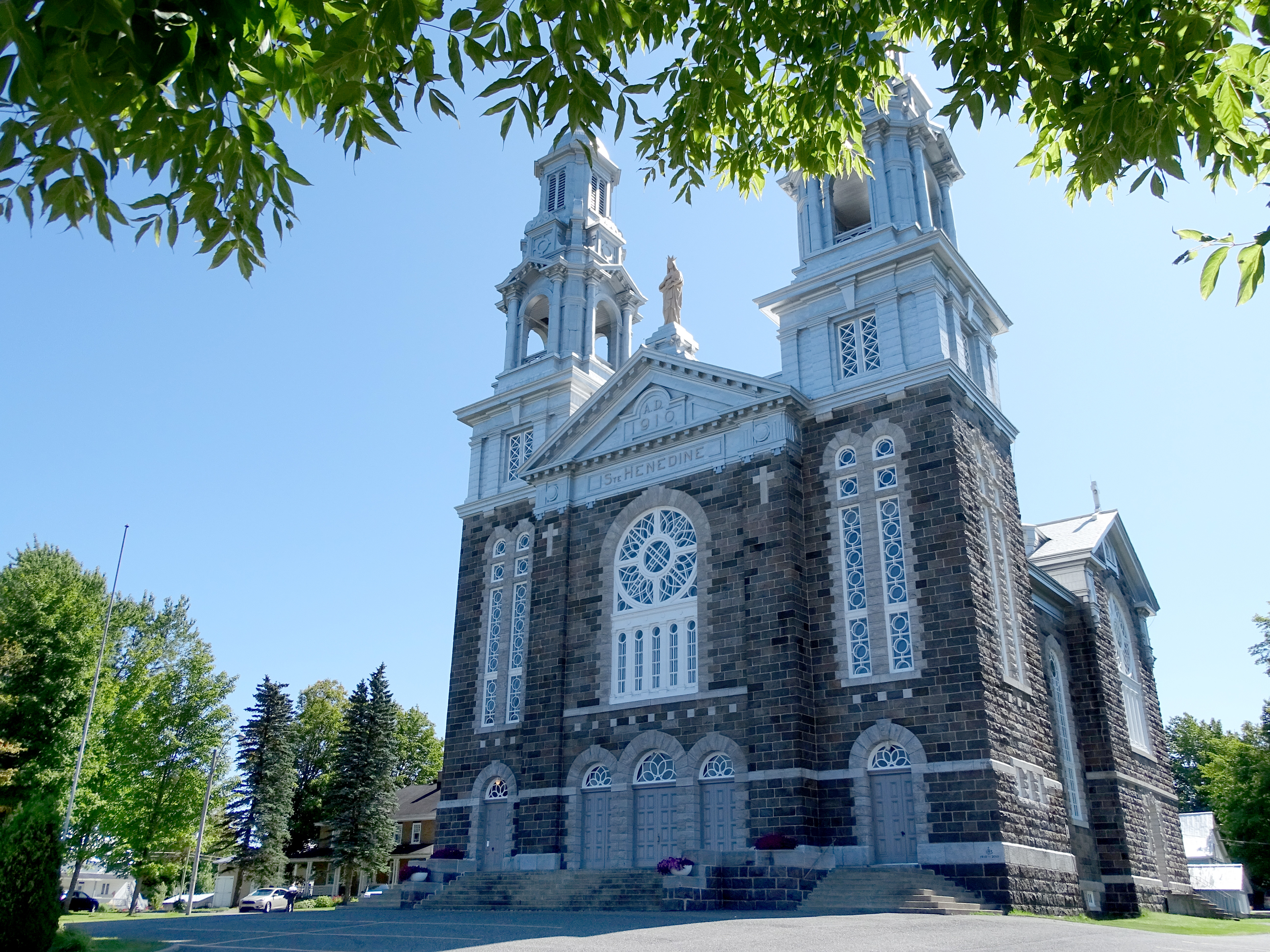
Église de Sainte-Hénédine

Son nom fait référence à Hénédine de Cagliari, une martyre du IIe siècle en Sardaigne.
La Commission de toponymie du Québec précise : « Implantée à mi-chemin entre la rivière Chaudière qui coule plus à l'ouest et la rivière Etchemin qui passe plus à l'est, cette municipalité est distante de 14 km de Saint-Anselme, plus au nord, à l'est de Saint-Isidore. Les territoires de Sainte-Marguerite, de Sainte-Claire et de Sainte-Marie en Beauce ont été amputés, en 1852, d'une partie de leur étendue à la faveur de l'érection tant civile que canonique de la paroisse de Sainte-Hénédine, dont le territoire ressortissait largement aux seigneuries Sainte-Marie et Jolliet (Sainte-Claire), propriété des Taschereau. Celle-ci a également laissé son nom au bureau de poste ouvert à cet endroit en 1854 de même qu'à la municipalité de paroisse officiellement créée en 1855. L'appellation retenue et étendue à la dénomination collective Hénédinois, Hénédinoise adoptée en 1993 rend hommage à Catherine-Hénédine Dionne, veuve du seigneur Pierre-Elzéar Taschereau (1805-1845), qu'elle avait épousé en 1834. Cette pieuse dame a généreusement contribué à la construction de l'église paroissiale. Mère de plusieurs enfants, l'une de ses filles, née en 1842 et décédée sans postérité en 1890, avait pour prénom Hénédine-Amélie. La sainte patronne de la seigneuresse Dionne est une vierge martyrisée en Sardaigne vers l'an 125. Cependant, la dénomination courante de l'endroit demeure Sainte-Hénédine-de-Dorchester, par allusion au comté auquel il était rattaché, ainsi identifié en l'honneur de Guy Carleton, 1er baron Dorchester (1724-1808), gouverneur de la province de Québec de 1766 à 1778 et de 1786 à 1796. Localité agricole, Sainte-Hénédine compte plusieurs éleveurs de porc et producteurs laitiers . »

## Histoire

### Chronologie
- 1er juillet 1855 : Érection de la paroisse de Saint Hémédine.
- 15 mars 1969 : La paroisse de Saint Hémédine devient la paroisse de Sainte-Hénédine.

## Géographie
La rivière Le Bras, un affluent de la rivière Etchemin, traverse la municipalité du sud-est vers l'ouest.
La municipalité est traversée par la route 275.

## Démographie
| 1861  | 1881  | 1901  | 1921  | 1941  | 1961  | 1981  |
| ----- | ----- | ----- | ----- | ----- | ----- | ----- |
| 1 103 | 1 169 | 1 075 | 1 129 | 1 162 | 1 272 | 1 223 |

| 1996  | 2001  | 2006  | 2011  | 2016  | 2021  | - |
| ----- | ----- | ----- | ----- | ----- | ----- | - |
| 1 175 | 1 168 | 1 073 | 1 212 | 1 271 | 1 440 | - |

## Administration
Les élections municipales se font en bloc pour le maire et les six conseillers.
| Sainte-Hénédine Maires depuis 2001                                                                                   |              |         |          |
| Élection | Maire        | Qualité | Résultat |
| 2001 | Yvon Asselin |         | Voir     |
| 2005 | Yvon Asselin | Voir    |          |
| 2009 | Yvon Asselin | Voir    |          |
| 2013 | Michel Duval |         | Voir     |
| 2017 | Michel Duval | Voir    |          |
| 2021 | Yvon Asselin |         | Voir     |
| Élection partielle en italique Depuis 2005, les élections sont simultanées dans toutes les municipalités québécoises |              |         |          |

Le recensement de 2016 y dénombre 1 271 habitants, soit 18,5 % de plus qu'en 2006,.
La population est stable depuis un siècle et demi, se situant au-dessus de 1000 personnes.

## Attraits
- Église Sainte-Hénédine
- Centre d'art Révérend-Louis-Napoléon-Fiset[9]